# Skúvoy
Skúvoy este o insulă din cadrul arhipelagului feroez. Pe insulă se află o singurâ localitate, satul omonim, care este amplasat pe coasta de est. Altitudinile maxime ale insulei sunt atinse în Knúkur (392 m) și Heyggjurin Mikli (391 m). Coasta de vest este stâncoasă, ceea ce a favorizat apariția unor locuri de cuibărit pentru păsările locale.
Satul Skúvoy a fost depopulat în mai multe rânduri: prima oară, în secolul al 14-lea, când toți localnicii, cu excepția unei femei, au fost răpuși de ciumă. În secolul al 18-lea o epidemie de variolă a exterminat întreaga populație a insulei.